# Sabrina: Friends Forever
Sabrina: Friends Forever (também conhecido como Sabrina the Teenage Witch: Friends Forever!) é um filme de televisão animado de 2002 produzido pela DIC Entertainment e exibido pela primeira vez no Nickelodeon Sunday Movie Toons nos Estados Unidos (no entanto, na maioria dos outros países, estreou no Disney Channel ou no Toon Disney). É uma continuação da série animada de televisão A Bruxinha Sabrina e foi seguida por outra série de televisão, Segredos da Bruxinha Sabrina.

## Sinopse
A bruxinha Sabrinha tenta fazer amigos na sua escola normal, para pessoas que não são bruxas.

## Elenco de voz
- Britt McKillip - Sabrina Spellman
- Bettina Bush - Tia Zelda
- Moneca Stori - Tia Hilda
- Louis Chirillo - Salem
- Alexandra Carter - Nicole Candler
- Jay Brazeau - Tio Eustáquio
- Garry Chalk - Feiticeiro 1
- Marilyn Gann - Miss Hag
- Andrew Kavadas - Orelhas planas
- Carly McKillip - Portia
- Vanessa Morley - Bree
- Jane Mortifee - Enchantra
- Teryl Rothery - Miss Fetid
- Samuel Vincent - Craven
- Dale Wilson - Mr. Rancid
- Colin Murdock - Jogador de hóquei
- Alistair Abell - Jogador de hóquei
- Brent Miller - Jogador de hóquei